# 河川唯
河川 唯（かわ ゆい）は、漫画『3年奇面組』、『ハイスクール!奇面組』、『フラッシュ!奇面組』に登場するキャラクター。本編のヒロイン。通称「唯ちゃん」。声優は高橋美紀。

## 人物

### プロフィール
昭和41年（『フラッシュ』では異なる）生まれ。身長155cm、体重45kg。血液型はA型。3サイズは　82-59-85（アニメ版による推定）。得意科目は古典。

### 性格・特徴
初登場は読切『3年奇面組参上』。連載での登場は『3年奇面組』「HOW MANY へんな顔!?の巻」。中学2年生の時に、与鴨（あたかも）中学から一応中学の2年10組（アニメでは奇面組のいる3年10組）に転校してきた。一年後に奇面組が落第したため、後にクラスメイトになる。
名前の通り、“可愛い（かわゆい）”容姿なので、男子生徒には人気があり、唯の後を追って転校してくる者（真実一郎）まで存在する。だが本人は周囲の価値観や流行には全く関心を持たず、個性の無い人達に嫌気を感じている。彼女に言い寄った男子はことごとくフラレた。親友に宇留千絵がおり、彼女の個性を認めていた。「周りに流されず、個性を尊重する」という、自分と同じ信条の奇面組と出会ってから意気投合し、千絵と共に何かと奇面組の行動に絡むようになる。
唯もかなりの変人（良く言えば個性が強い）で、一応中学時代は問題児の一人として、奇面組などの名物集団と並んで学校側にマークされたことがある。最初のうちは授業中にトイレに行くのが趣味だったが、話が進むにつれ、変態ぶりはあまり目立たなくなる。また当初は天然ボケな面が強いキャラで、ツッコミ担当が千絵というコンビだったが、次第に千絵の方がボケることが多くなり、天然な部分は残りつつも総じて唯が千絵や奇面組へのツッコミ役となっていった。ただし、連載末期には零の得意技である「2頭身三段よいしょ」をマスターしている。
学業成績も優秀で、進学校の応生高校に合格。運動神経にも恵まれ、高校では千絵とともにバレーボール部に入部して大いに活躍した。なお「応生高校」は、偏差値の低い「一先（ひとまず）高校」とさる事情から統合し、「一応高校」となった。ゆえに、一先高校への入学を決めていた奇面組とも引き続き同級生となった。中学3年から零とともにクラス委員を務めている。
「キャラレル・ワールド」の回におけるパラレルワールドの唯は「スケバンお唯」の二つ名で恐れられる不良少女となっており、その世界において天才集団として名を馳せる奇面組のリーダーである優等生の零とは犬猿の仲になっている。
父は売れない画家であり、実家は長屋の貧乏暮らし。病弱の母を助けるため、家では家事全般を担っている（アニメでは母のいない父子家庭となっている）。故に自由な時間を取られることがもあり、同世代の女の子が興味を持つようなテレビを観ることも少ない。テレビ番組は幼少時の記憶しかなく、芸能人などを見ると、適当に自分の記憶にあった人物を当てはめてしまう。ただし、自分の番組（『ハイスクール!奇面組』）はしっかり観ていた。
キャラクター人気投票では、1回目は女性キャラクター1位、2回目は総合で1位にランク入りしている。

### 一堂零との関係
一堂零を「零さん」と呼んで慕っており、唯の意識の中では、零はいわゆる「騎士（ナイト）」として常に「りりしい人」となっている。実は相思相愛の関係なのだが、当人たちはお互いの気持ちに気づいている自覚はない（ただ、互いに意識し過ぎて一歩を踏み出せない描写はある（特にアニメ版）。また最終回で唯は、零の想いを知って喜んだ）。
- アニメでは零に対する恋心は原作より積極的で、コメディからシリアスまで、零との関係が強調されるシーンも頻繁に描かれた。零の危機には我が身を犠牲にすることもいとわないほどに想いを寄せている。
  - 原作「唯ちゃんの気持ち…の巻」では、零が交通事故で入院した際に、若人（わかと）先生へのお礼の手紙を遺書と誤解し、病室で眠る零にキスをするというシーンが描かれた。
  - アニメ「スケバンあまのじゃく」では、零がある理由で御女組の天野邪子から彼氏のフリをしてほしいと頼まれた際に、零と邪子が一見恋人同士に見える姿を目撃し、零が自分以外の女性と仲良くしていることに嫉妬したあまり、零に対して怒りを覚えてしまうシーンが描かれた。
  - アニメ「唯ちゃんの麦わら帽子」では、海水浴で自分の麦わら帽子が波にさらわれた際に、それを取りに行って波にのまれた零に人工呼吸を行なったあと、意識を取り戻した零に抱きつくというシーンが描かれた。
- 「フラッシュ！」では奇面組の面々全員にバレンタインチョコを用意していたが、零にだけ一番大きなチョコをカバンに入れ、受験勉強を頑張ってと応援の手紙も添えていた。

## 家族
親子3人の初登場は「ハッピー バースデー ディア唯の巻」。河川家は 長屋住まいだったが、アニメおよび『フラッシュ!奇面組』では、一般的な一軒家になっている。
河川 板造（かわ いたぞう）
声 - 戸谷公次
昭和13年生まれ 身長:172cm 体重:55kg 血液型:A型
唯の父親。アニメでは「違いの分かる40歳」と自己紹介している。画家だが、売れていない。作者の新沢曰く「普段は絵画教室の講師として生計を立てているのではないか」と語っている。アニメでは、絵を描いている時に灰皿と油壷を間違えてしまい、発火させてしまうなどそそかっしい一面がある。奇面組の面々や千絵と意気投合出来る陽気な性格だが、唯と一平のために「ガマン大会」に参加するなど子供思いである。『フラッシュ!奇面組』では同じく画家の江川華乱とは知り合いである。
唯の誕生日に、台所に立つ唯の姿を描いた肖像画を贈る場面があるが、夏休み編では唯が自宅で間の抜けた表情をしていたところばかりを選り抜いてデッサンし、怒った唯から、イーゼルで叩かれた。
河川 理矢（かわ りや）
昭和16年生まれ 身長:155cm（布団から半分起きた状態で75cm） 体重:45kg 血液型:A型
唯の母親。唯の母だけあって美人だが、病によりほとんど寝たきりになっている。唯が高校入学した頃は一時的に回復していたが、唯の口から語られるのみで、元気な姿での出番はなかった。唯が高校3年になってからはまた寝たきりである。温和な性格だが画家と結婚しているだけに妙に熱血なところがあり、病人とは思えない熱弁を奮って唯を諭すことも。
アニメには未登場で、存在についてすら全く触れられていない。
『帰って来たハイスクール!奇面組』に収録されている「はじめてのおつかい」では病床に伏す前の元気な姿で登場している。
河川 一平（かわ いっぺい）
声 - 三田ゆう子
昭和46年生まれ 身長:155cm 体重:55kg 血液型:A型
唯の弟。一堂霧の同級生（当初は小学生だったが、後に中学生として登場）。野球部に所属している。作中では霧の彼氏であるかどうか明確にされてはいないが、交換日記をしていた仲ではある。
唯が聴いていた、『オールナイト・イッポン』のパーソナリティーを「誰 このアナウンサー!?」と問う場面があり、あまりラジオ番組には詳しくない。
稀に唯に対して失礼なことを言って攻撃を食らうことも。アニメでは奇面組に精神面を鍛えてもらうエピソードが存在。

### 親類
河川 惟子（かわ いこ）
声 - 佐々木るん
昭和41年生まれ 身長:155cm 体重:45kg 血液型:A型
「ロケ隊がやってきたの巻（前編）」から登場。唯のいとこで、新人アイドル歌手。以前から女優志望であり、夏公開の映画「わらわれた学園」の撮影のため偶然一応高校を訪れたことで唯と久しぶりの再会をする。
映画に出演することを唯が知らなかったり、唯の学校を知らなかったり、やたらと顔が似ている（苗字も同じ）のに周りが全く気づかないなど矛盾する点が多いが、作者の新沢曰く「奇面組を映画出演させるためだけに強引に作った即席キャラ」とのこと。

## 番外編の唯
読切『3年奇面組場外編 ひまわり・ちゅーりっぷ』では体育館の入場券売場の受付嬢として登場。素通りするひまわり・ちゅーりっぷに声をかけるも、本物のレスラーと勘違いした同僚の受付嬢（千絵）の言葉を信じ、2人を中に入れる。

## テーマソング
恋はコットン
歌：高橋美紀 作詞：伊藤アキラ 作曲・編曲：佐藤健

## 補足
- 作者の新沢によれば好きなタイプの女の子としてデザイン。唯の名は好きな字という理由から名づけ、フルネームは奇面組が周りからアホ扱いされることから「葉賀唯（はが ゆい）」としたものの、わかりにくいため「河川唯（かわ ゆい）」にしたという[10]。
- 新鱈墓栄（しんだら はかえい）のマンガ『ハイスケール!御面組』には、「河尾酔（かお よい）」というヒロインがいる。
- アニメで唯を演じた高橋は唯役は絶対にやりたくて、決まった時はうれし泣きをしたという。また演じてきた役柄の中では特に思い入れが強く、一番自分に近かった役だと語っている[11]。